# Coffin Stone
La pedra Coffin (en anglès, Coffin Stone i traduït literalment en català, «pedra taüt»), també coneguda com a Coffin o Table Stone (literalment «pedra taula»), és una gran pedra sarsen al peu del pujol Blue Bell, prop de Aylesford, al comtat de Kent, en el sud-est d'Anglaterra. Ara jaient horitzontalment, la pedra probablement una vegada va estar dempeus. Diversos arqueòlegs han argumentat que la pedra era part d'un túmul allargat, ara destruït, construït al IV mil·lenni abans de Crist, durant el període neolític inicial de Gran Bretanya.
Si en el lloc hagués existit un túmul allargat amb càmera, hauria estat construït per comunitats de pastors poc després de la introducció de l'agricultura a Gran Bretanya des de l'Europa continental. La construcció de túmuls allargats era una tradició arquitectònica generalitzada en tota l'Europa neolítica amb variants regionals localitzades; una d'elles està en el veïnatge del riu Medway, els exemplars dels anomenats megàlits de Medway. La pedra Coffin es troba en el costat est del riu, no lluny dels túmuls allargats Little Kit's Coty House, Kit's Coty House i el (ara destruït) megàlit de Smythe. Altres tres exemples propers són els túmuls allargats Coldrum, Addington i Chestnuts, situats en el costat occidental del riu.
La pedra és una llosa paral·lelepipèdica que s'estén sobre una superfície plana que mesura 4,42 metres de llarg, 2,59 metres d'ample i, aproximadament, 0,61 metres de grossor. Dues pedres més petites es troben a prop i una altra llosa gran ara jeu damunt. En la dècada de 1830 es va informar que els agricultors locals van desenterrar ossos humans propers a la pedra. Una excavació arqueològica del lloc, dirigida per Paul Garwood, va tenir lloc entre 2008 i 2009 i va descobrir que el megàlit es va col·locar en la seva ubicació actual al segle xv o XVI. Els arqueòlegs no van trobar evidència d'un túmul allargat amb càmera en el lloc, i van suggerir que la pedra Coffin alguna vegada va poder haver-se alçat en les proximitats.

## Ubicació
La pedra Coffin està a la granja Great Tottington, que ara s'utilitza com a vinyer.A partir de 2005, el lloc no estava senyalitzat, però s'hi podia arribar a través d'un camí al llarg de Pilgrims' Way (literalment, en català, «camí dels pelegrins»). Està situada a uns 400 metres al nord-oest de Little Kit's Coty House, un altre túmul allargat amb càmera. També està a poca distància al nord de la deu de Tottington.

## Context
El Neolític inicial va ser un període revolucionari de la història britànica. Entre 4500 i 3800 aC, es va veure un canvi generalitzat en l'estil de vida a mesura que les comunitats que vivien a les Illes Britàniques van adoptar l'agricultura com la seva forma principal de subsistència, abandonant l'estil de vida caçador-recol·lector que havia caracteritzat el període Mesolític anterior. Això es va produir a través del contacte amb les societats continentals. No és clar en quina mesura això es pot atribuir a l'afluència de migrants o als britànics mesolítics indígenes que adopten tecnologies agrícoles d'Europa continental. La regió de Kent actual era una àrea clau per a l'arribada dels colons i visitants continentals, a causa de la seva posició en l'estuari del riu Tàmesi i la seva proximitat al continent.
Gran Bretanya estava coberta de boscos en gran manera en aquest període; la tala generalitzada de les masses forestals no va ocórrer a Kent fins a finals de l'edat del bronze (c. 1000 a 700 aC.). Les dades ambientals del veïnatge de la pedra White Horse, un monòlit suposadament prehistòric prop del riu Medway, recolzen la idea que l'àrea encara estava en gran part coberta de boscos, en el Neolític inicial, poblats per roures, freixes, avellaners, alisos i Maloideae (pomes i similars). En la major part de Gran Bretanya, hi ha poca evidència de cultiu de cereals o habitatges permanents d'aquest període, la qual cosa porta als arqueòlegs a creure que l'economia del Neolític inicial a l'illa era en gran part pastoral, i depenia del pasturatge de bestiar, amb persones que vivien en una situació nòmada o vida seminómada.

### Megàlits de Medway

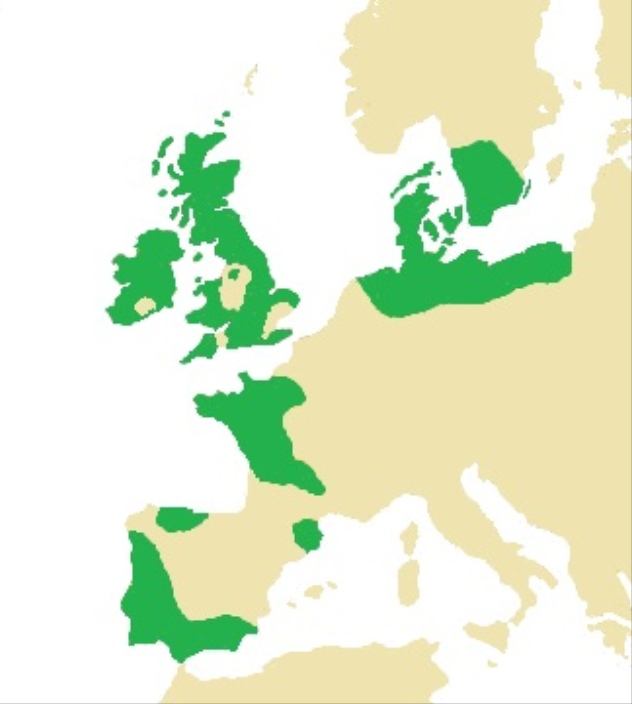
La construcció de túmulos allargats i monuments funeraris similars va tenir lloc en diverses parts d'Europa, en verd, durant el Neolític inicial.

En tota l'Europa occidental, el neolític inicial va marcar el primer període en què els humans van construir estructures monumentals. Aquests incloïen túmuls allargats amb càmera, túmuls de terra rectangulars o ovalats que tenien una càmera integrada en un extrem. Algunes d'aquestes càmeres es van construir amb fusta i unes altres amb pedres grans, ara conegudes com a megàlits. Els túmuls allargats sovint servien com a tombes, que albergaven les restes físiques dels morts dins de la seva càmera. Els individus rares vegades van ser enterrats sols en el Neolític inicial, eren enterrats en enterraments col·lectius amb altres membres de la seva comunitat. Durant el Neolític inicial, des del sud-est de la península ibèrica fins al sud de Suècia, es van construir tombes compartides al llarg de la costa d'Europa occidental, que abastaven la majoria de les illes britàniques. La tradició arquitectònica es va introduir a Gran Bretanya des d'Europa continental en la primera meitat del quart mil·lenni abans de Crist. Hi ha edificis de pedra, com Göbekli Tepe, en la Turquia moderna, que els precedeixen en uns 5500 anys, però els túmuls allargats constitueixen la primera tradició generalitzada de construcció de la humanitat amb pedra.

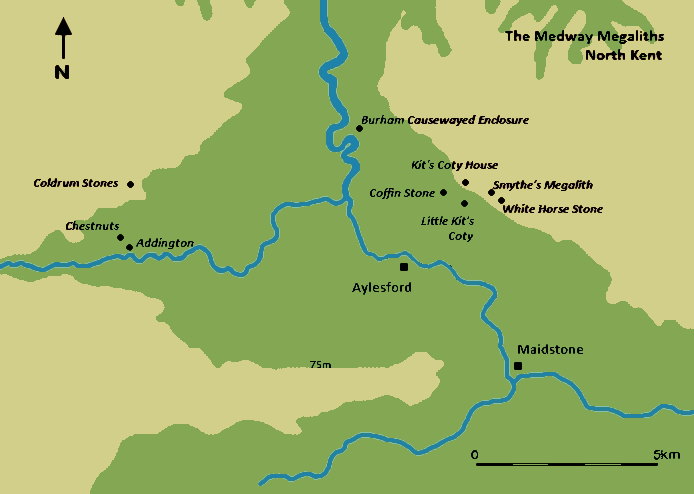
Mapa dels megàlits de Medway al voltant del riu Medway. Les marques negres marquen les posicions dels megàlits a banda i banda del riu Medway.

Encara que ara tot està en un estat ruïnós i no conserva el seu aspecte original, al moment de la construcció, els megàlits de Medway haurien estat alguns dels monuments funeraris del Neolític inicial més grans i visualment més imponents de Gran Bretanya. Agrupats al llarg del riu Medway a mesura que travessa North Downs, i constitueixen el grup més al sud-est de monuments megalítics a les Illes Britàniques, i l'únic grup megalític en l'est d'Anglaterra. Els arqueòlegs Brian Philp i Mike Dutto van considerar que els megàlits de Medway són «alguns dels jaciments arqueològics més interessants i coneguts» a Kent, mentre que l'arqueòleg Paul Ashbee els va descriure com «les estructures més grandioses i impressionants de la seva espècie en el sud d'Anglaterra».
Els megàlits de Medway es poden dividir en dos grups separats: un a l'oest del riu Medway i l'altre en el pujol Blue Bell a l'est, entre 8 i 10 quilòmetres de distància. El grup occidental inclou Coldrum Long Barrow, Addington Long Barrow i Chestnuts Long Barrow. El grup oriental consisteix en el megàlit de Smythe, Kit's Coty House, Little Kit's Coty House i diverses altres pedres que alguna vegada van poder haver estat part de tombes compartides, especialment la pedra White Horse. No se sap si tots van ser construïts al mateix temps, i no se sap si cadascun va complir la mateixa funció o si va haver-hi una jerarquia en el seu ús.
Els túmuls allargats de Medway es van conformar al mateix pla de disseny general, tots estan alineats en un eix d'est a oest. Cadascun tenia una càmera de pedra en l'extrem aquest del monticle, i probablement tenien una façana de pedra que flanquejava l'entrada. Tenien altures internes de fins a 3,0 metres, fent-los més alts que la majoria dels altres túmuls allargats a Gran Bretanya. Les càmeres es van construir a partir d'arenisca sarsen, una pedra densa, dura i duradora que es troba naturalment en tot Kent, formant-se a partir de sorra de l'època de l'Eocè. Els primers constructors neolítics haurien seleccionat blocs de l'àrea local, i després els haurien transportat al lloc del monument a erigir. 

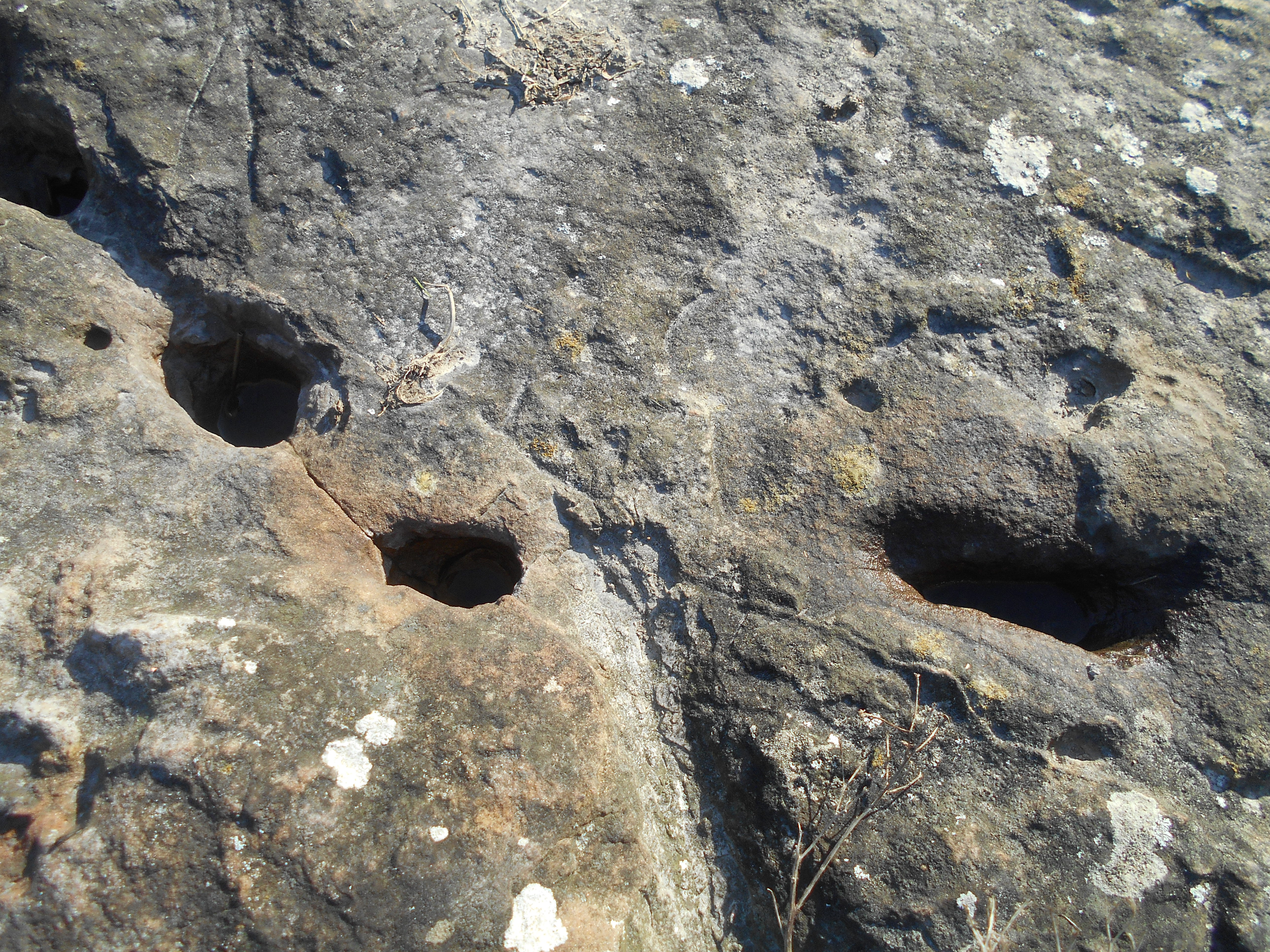
Detall de la meteorització a la pedra Coffin

## Descripció
la pedra Coffin és una gran llosa de base rectangular, en la dècada de 1870, es va mesurar com 4,42 metres de longitud, 2,59 metres d'ample i aproximadament 0,61 metres de grossor. L'arqueòleg Timothy Champion va suggerir que «Coffin Stone» era «un nom apropiat» per al megàlit donada la seva aparença. Per la grandària del megàlit, és probable que, si hagués estat part d'una càmera, l'habitacle podria haver mesurat fins a 3,75 metres d'altura i hauria estat el més gran de tots els megàlits de Medway coneguts. Pugues haver-hi hagut una façana de pedra enfront de la càmera, i si hagués estat així, aquestes poden ser les pedres que ara es troben en la deu occidental de Tottington. En algun moment al segle xx, una altra gran llosa es va col·locar damunt de la pedra.
Des del punt de vista d'Evans, el descobriment de restes humanes en el lloc al segle xix «suggereix fortament» que la pedra Coffin era el romanent d'un túmul allargat amb càmera destruït. Jessup va estar d'acord, suggerint que «amb tota probabilitat» era part de tal monument. Alguns arqueòlegs han argumentat que l'evidència d'un túmul podria identificar-se visiblement; Ashbee va assenyalar que un monticle era visible «en una forma molt reduïda fins a la dècada de 1950, però avui dia [2005] amb prou feines es pot entrellucar». L'any 2007, Champion va assenyalar que encara es podia veure el rastre del monticle. Si això alguna vegada hagués estat un túmul allargat, llavors podria haver estat flanquejat per vorades; diverses pedres oposades a prop poden haver estat aquests. Si hi hagués hagut un túmul, és probable que unes rases haguessin flanquejat els seus costats. La recerca arqueològica en la dècada de 2000 no va trobar evidència clara que un túmul allargat amb càmera hagués existit en el lloc.

## Recerca per antiquaris i arqueòlegs

### Descripcions per antiquaris

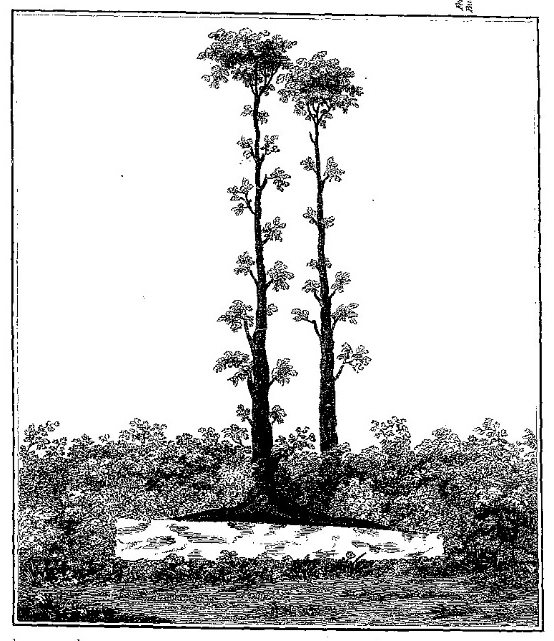
Il·lustració de la pedra Coffin amb un arbre que creix al costat d'ella i estenent les seves arrels en la seva superfície; publicat en el llibre pòstum de John Thorpe de 1788 Custumale Roffense

L'antiquari William Stukeley havia estat alertat del lloc pel seu amic Hercules Ayleway, qui en una carta de 1722 li va dir a Stukeley «una gran pedra de 15 peus de llarg, anomenada Coffin».. Aquell mateix any va visitar la zona i va realitzar la primera il·lustració on se situa, si bé no va ser publicat fins anys després de la seva mort, el 1776, en el llibre Itinerarium Curiosum. John Thorpe va visitar el lloc i va proporcionar dues il·lustracions d'aquest; un d'ells mostrava un prim arbre que creixia al voltant de la pedra, i l'altre un mapa de localització de la pedra i altres construccions., a més d'una descripció; tot això publicat a títol pòstum pel seu fill en un llibre de 1788, Custumale Roffense. Thorpe creia que va ser el mateix Stukeley qui ho va batejar com «coffin» ('taüt').
Cap a 1840, l'antiquari Beale Pal va visitar el lloc i va dibuixar un esbós d'aquest. En el seu manuscrit inèdit sobre les antiguitats de Kent, va informar que en 1838 o 1839 es va recuperar un sac ple de restes humanes prop de la pedra Coffin. L'any 1871, Dunkin va proporcionar un esment del lloc en The Reliquary. Va relatar que, a més de ser conegut com «The Coffin», també era anomenat «The Table Stone». Creia que una vegada s'hi havia alçat en aquest mateix lloc, representant «un monument sepulcral o menhir d'algun antic cap britànic». Dunkin va registrar que restes humanes —incloses dos cranis humans, altres ossos i carbó— havien estat trobats a prop durant l'eliminació en 1836 d'una tanca que «ocultava més de la meitat de la pedra». També va anotar que s'havien trobat fragments de ceràmica romana en les proximitats, i que els grangers locals havien estat movent blocs sarsen a la deu adjacent: «Més de cinquanta blocs, grans i petits, jeuen sobre el lloc». En 1872, James Fergusson va fer referència al lloc en el seu Rude Stone Monuments in All Countries; Their Age and Uses, referint-se a la presència de «dos obeliscs, coneguts pels camperols com "the coffin-stones", probablement per la seva forma».
L'any 1893, l'antiquari George Payne va descriure el monument en el seu Collectanea Cantiana, assenyalant que localment es coneixia com la pedra Coffin i la pedra General. Ashbee més tard va suggerir que Payne estava confonent la pedra Coffin amb la pedra General, que era un megàlit separat que es trobava a uns centenars de metres de distància, en el mateix camp que Kit's Coty House. En la seva publicació de 1924 sobre Kent, l'arqueòleg Crawford, que treballava com a oficial arqueològic per a l'Estudi de l'Artilleria, va enumerar la pedra Coffin juntament amb els altres megàlits de Medway. En el seu llibre de 1927, In Kentish Pilgrimland, William Coles Finch va incloure una làmina de la pedra Coffin. La fotografia mostrava al seu fill sobre ella i diversos fragments trencats apilats en l'extrem oriental del monument. La imatge de Finch va ser la primera fotografia publicada del megàlit, i probablement també va ser l'última representació publicada abans que es col·loqués una altra gran roca sarsen sobre ella. Finch va mesurar la pedra i va descobrir que era més ampla del que Thorpe havia informat, i també va prendre nota del dany i els trencaments per l'arada. En un article de 1946 sobre el folklore que involucra als megàlits de Medway, Evans va observar que la pedra Coffin, com diverses altres construccions megalítiques a l'àrea, es va associar amb un enterrament després de la Batalla de Aylesford del segle v. La idea que un o més d'aquests monuments havien estat relacionats amb la batalla va ser discutida per primera vegada pels primers antiquaris moderns, abans d'ingressar al folklore local.

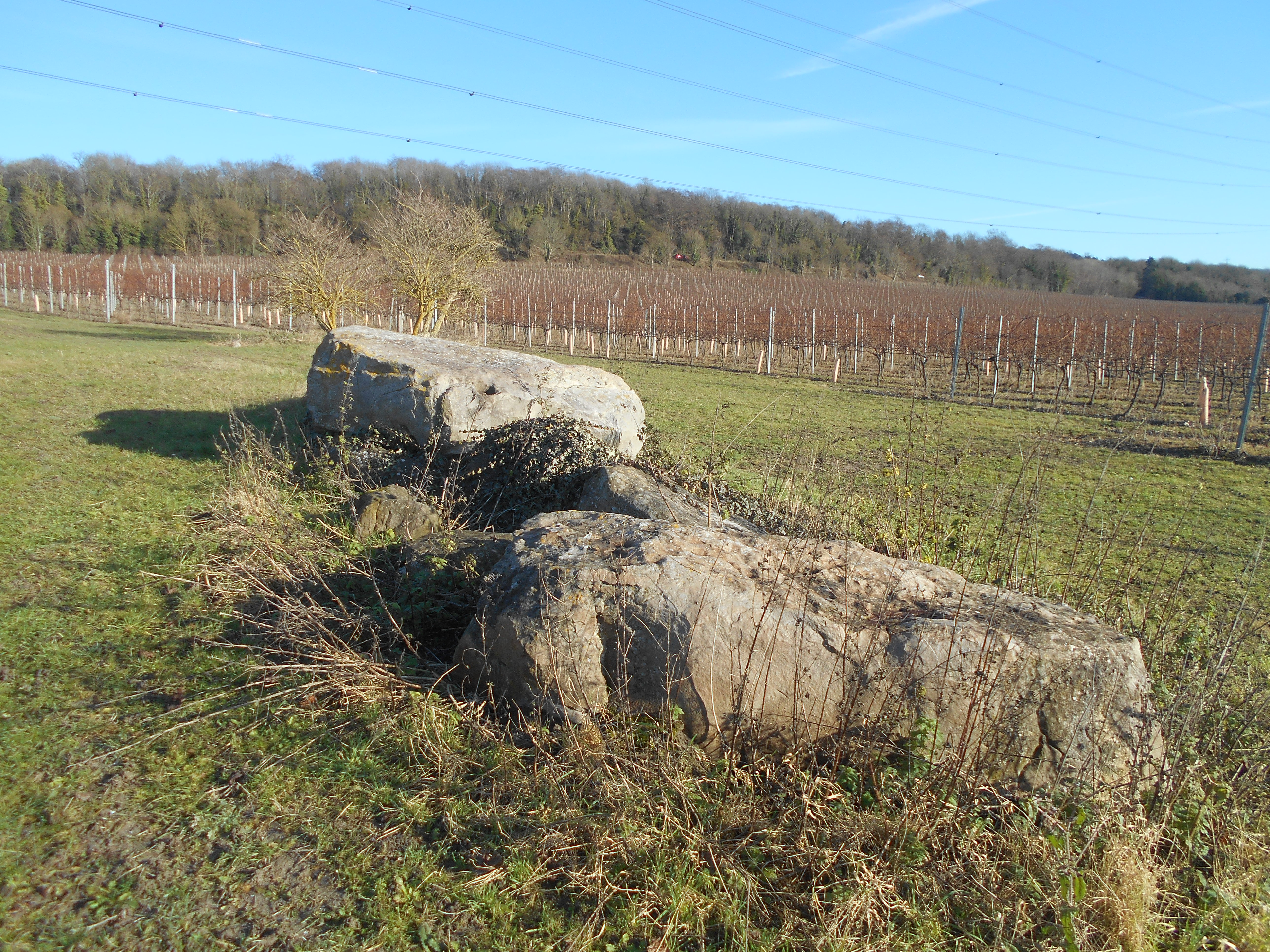
la pedra Coffin amb el pujol Blue Bell al fons

### Recerca arqueològica
L'any 2005, Ashbee va assenyalar que havia plantejat la qüestió de la preservació del lloc amb English Heritage i que el seu representant l'havia informat que no en preveien la protecció legal perquè consideraven que era un objecte natural. La idea que la pedra podria haver estat natural havia estat expressada prèviament per l'arqueòleg Glyn Daniel en la seva visita al lloc. Ashbee va comentar que «no obstant això, durant molt temps s'ha manifestat que English Heritage està més preocupat per la comercialització que per brindar una protecció adequada als nostres monuments nacionals».
Ashbee va assenyalar que qualsevol evidència d'una tomba amb càmera en el lloc podria determinar-se a través de la geofísica o l'excavació. Dirigit per l'arqueòleg Paul Garwood, un programa d'estudis de camp, recerca geofísica i excavacions es va dur a terme en el lloc com a part del Projecte de Paisatges Prehistòrics de la Vall de Medway durant 2008 i 2009. Al llarg d'aquest programa es van trobar evidències d'activitat prehistòrica a la rodalia del megàlit, però no va poder datar amb precisió aquestes característiques arqueològiques. Els investigadors van establir que no hi havia evidència que un túmul allargat amb càmera hagués existit allí. Van determinar que la pedra havia estat traslladada a la seva ubicació actual en algun moment del període post-medieval (1450 a 1600). Hi havia un gran buit en la creta propera, similar al trobat pels excavadors prop de Cuckoo Stone a Wiltshire. Els arqueòlegs van interpretar això com un buit d'extracció, suggerint que la pedra Coffin havia estat dempeus alguna vegada en aquest lloc.

## Conservació
Quan la MPPA la va visitar l'any 1989, la pedra estava en bones condicions, situada en la vora d'un camp llaurat dins d'una franja de terra sense conrear, si bé es va dubtar, en l'informe, entre l'origen natural o arqueològic.